# Lina Magaia
Lina Magaia (n. 21 februarie 1945, Lourenço Marques, Mozambic – d. 27 iunie 2011, Maputo, Mozambic) a fost o scriitoare, jurnalistă și veterană de război (Războiul de independență din Mozambic), mozambicană.

## Opere literare
- Dumba Nengue (1987)
- Duplo massacre en Moçambique: Histórias trágicas do banditismo – II (1989)
- Doppio massacro: storie tragiche del banditismo in Mozambico (1990)
- Delehta: Pulos na vida (1994)
- A cobra dos olhos verde (1997), nuvelă
- Memories of Grandma Marta (2011)

1. ↑   (PDF) http://kora.matrix.msu.edu/files/50/304/32-130-140D-84-msn%20magaia%20bio.pdf Lipsește sau este vid: |title= (ajutor)
2. ↑  The Historical Dictionary of Mozambique[*], p. 238 Verificați valoarea |titlelink= (ajutor)